# Arteria alveolar superior posterior
La arteria alveolar superior posterior es una arteria que se origina en la arteria maxilar, frecuentemente en conjunción con la infraorbitaria justo cuando el tronco del vaso pasa por la fosa pterigopalatina.

## Ramas
Presenta ramas dentales y peridentales (o dentarias y peridentarias). Las ramas dentales irrigan los molares y los premolares superiores, y las peridentales las encías del maxilar.
Unas ramas penetran en los conductos dentales posteriores y continúan hacia el seno maxilar y hacia las raíces de los dientes molares. Al descender sobre la cara posterior o tuberosidad del maxilar, se divide en numerosas ramas, algunas de las cuales entran en los canales alveolares, para irrigar los dientes molares y premolares y el revestimiento del seno maxilar, mientras que otras continúan por los procesos alveolares para irrigar la encía.

## Árbol arterial en la Terminología Anatómica
El árbol recogido en la Terminología Anatómica de 1998 para la arteria alveolar superior posterior es el siguiente:
A12.2.05.076 ramas dentales (rami dentales (arteriae alveolaris superioris posterioris)).
A12.2.05.077 ramas peridentales (rami peridentales (arteriae alveolaris superioris posterioris)).

## Distribución
Se distribuye hacia las regiones molar y premolar del maxilar superior y el seno maxilar, perdiéndose al final de su recorrido en el borde alveolar del maxilar superior, en el músculo buccinador.

## Imágenes adicionales

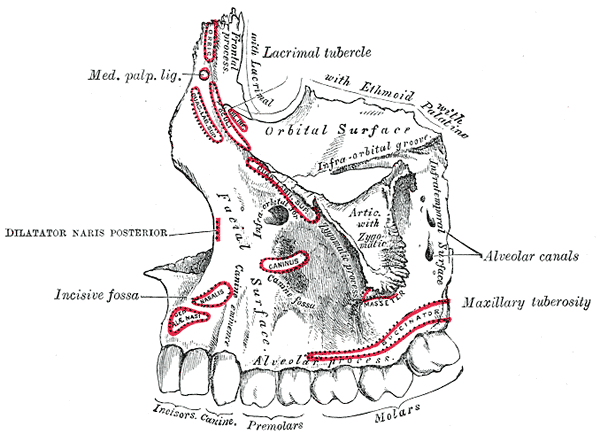
Maxilar izquierdo. Superficie externa.